# Weißenwasser
Weißenwasser ist eine Wüstung bei Kalefeld. Sie hieß nach dem wegen seines kalkhaltigen Wassers so genannten Weißenwasserbach.
Die urkundliche Ersterwähnung, die auf die Weißenwasserkirche bezogen ist, geht auf Luitpold I. zurück.
Man geht davon aus, dass das Dorf in der Hildesheimer Stiftsfehde zerstört wurde. 1560 ist erstmals eine Ölmühle dokumentiert. Sie gehörte zum Alten Amt Westerhof. In der Kurhannoverschen Landesaufnahme wurde sie erfasst. Am 12. September 1899 brannte sie und weitere Gebäude ab. An ihrer Stelle errichtete man ein Gebäude, in das Heimatvertriebene nach dem Zweiten Weltkrieg einzogen und dort bis in die 1960er Jahre wohnten. Seitdem ist der Ort wüst; erhalten blieb ein Mühlstein.